# Andreas Carlsson (friidrottare)

För liknande namn, se Andreas Karlsson.  
Andreas Carlsson, född 5 april 1995, är en svensk friidrottare tävlande för IK Ymer. Han är mest framgångsrik i höjd- och längdhopp, men har även provat på mångkamp.
Carlsson deltog vid junior-EM i Rieti, Italien år 2013, men slogs ut i höjdhoppskvalet efter att ha tagit 2,03.
År 2015 deltog Carlsson i höjdhopp vid U23-EM i Tallinn och tog sig till final men hamnade där på en tolfte och sista plats med 2,10 m.

## Personliga rekord
| Utomhus - 100 meter: 11,62 (Falun, Sverige 10 september 2016) - 200 meter: 23,57 (Sävedalen, Sverige 3 juni 2012) - 300 meter: 38,34 (Huddinge, Sverige 15 september 2012) - 400 meter: 50,78 (Jönköping, Sverige 13 augusti 2016) - 1 000 meter: 3:06,25 (Huddinge, Sverige 16 september 2012) - Höjdhopp: 2,20 (Halmstad, Sverige 28 juni 2015) - Stavhopp: 4,85 (Gävle, Sverige 12 augusti 2017) - Längdhopp: 7,91 (Karlstad, Sverige 3 juli 2019) - Tresteg: 14,54 (Lerum, Sverige 18 augusti 2018) - Tresteg: 14,66 (medvind) (Växjö, Sverige 21 september 2012) - Tiokamp U18 : 6 606 (Huddinge, Sverige 16 september 2012) | Inomhus - 60 meter: 7,37 (Göteborg, Sverige 10 februari 2018) - 60 meter: 7,40 (Göteborg, Sverige 12 mars 2016) - 1 000 meter: 2:55,65 (Göteborg, Sverige 13 mars 2016) - 60 meter häck: 8,94 (Göteborg, Sverige 13 mars 2016) - Höjdhopp: 2,18 (Barum, Norge 14 februari 2015) - Stavhopp: 5,00 (Växjö, Sverige 20 februari 2016) - Längdhopp: 7,65 (Stockholm, Sverige 4 februari 2019) - Tresteg: 14,63 (Växjö, Sverige 21 februari 2016) - Kula: 10,83 (Göteborg, Sverige 12 mars 2016) - Femkamp: 5 259 (Göteborg, Sverige 13 mars 2016) |

## Stilstudie av Andreas Carlsson i längdhopp
Stilstudie från Finnkampen på Stockholms stadion den 26 augusti 2019 då Andreas Carlsson hoppade 7.84.

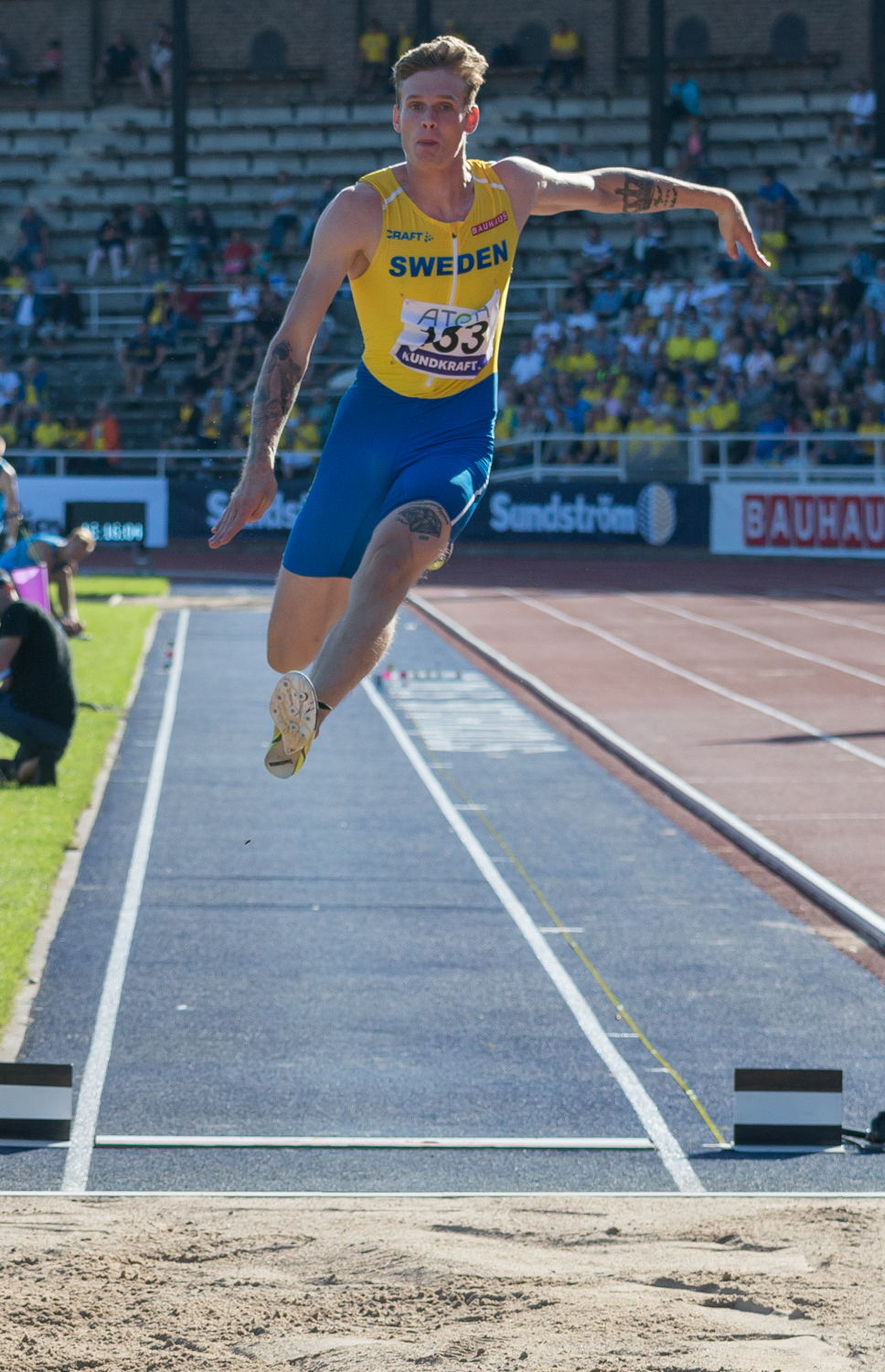
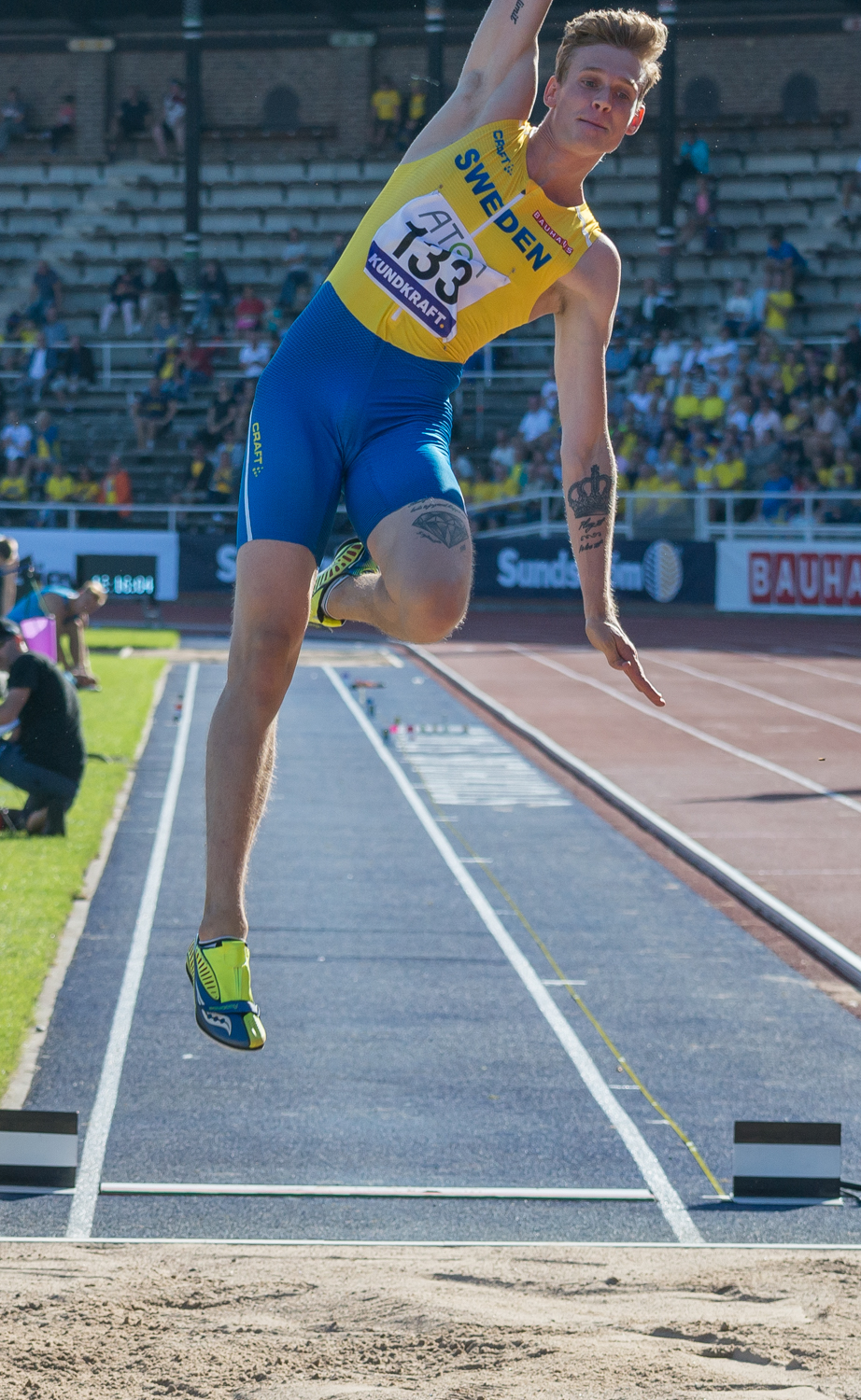
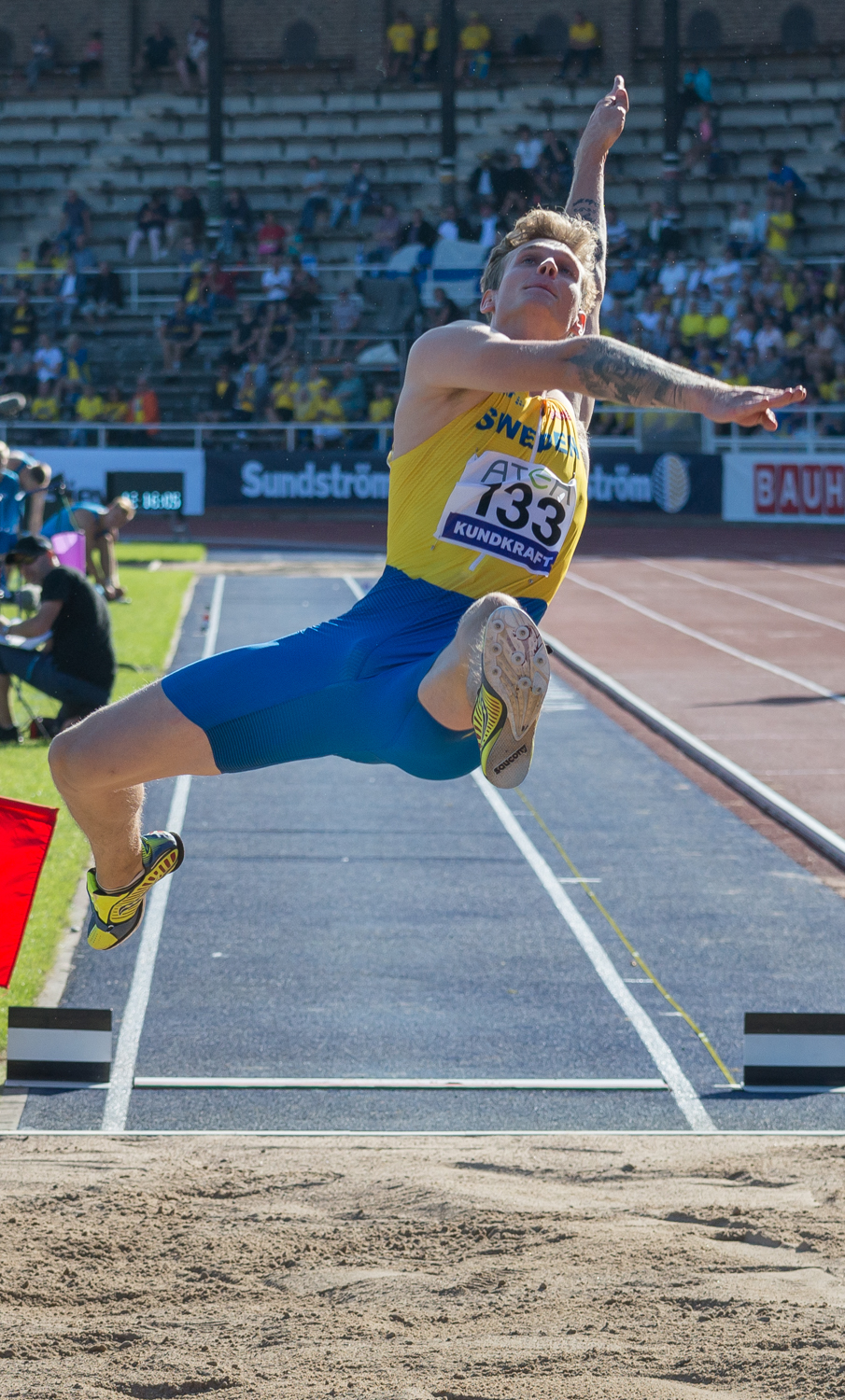
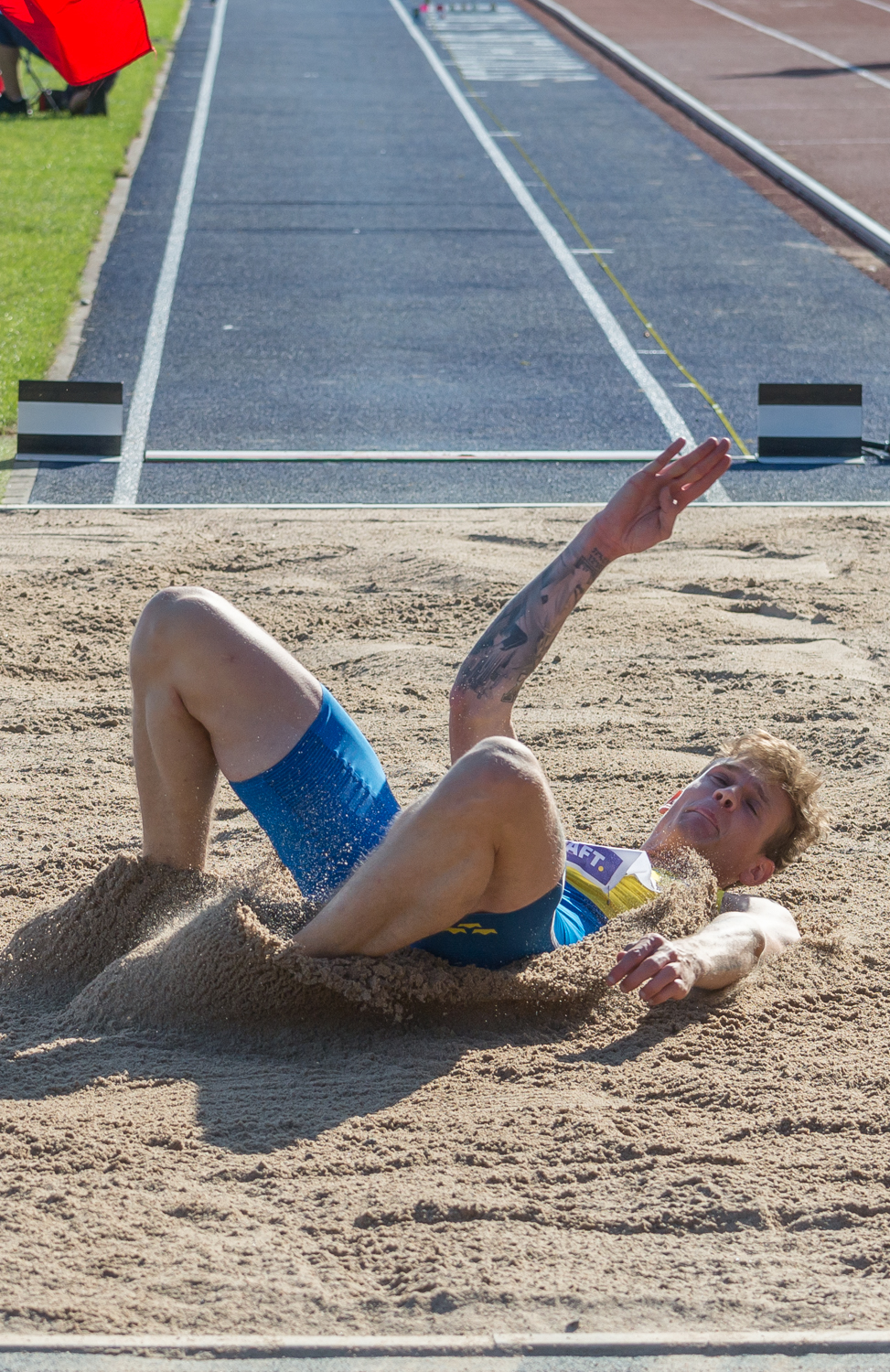